# Business France
Business France est une structure née de la fusion d'Ubifrance et de l’Agence française pour les investissements internationaux (AFII). L’ordonnance n° 2014-1555 du 22 décembre 2014 portant la création de Business France permet à cette agence publique de fonctionner dès le 1er janvier 2015.
Business France est notamment chargée d’aider les petites et moyennes entreprises (PME) et les entreprises de taille intermédiaire (ETI) à mieux se projeter à l’étranger, et d’attirer davantage d’investisseurs étrangers en France pour y créer ou y reprendre des activités créatrices d’emplois.
Il s’agit d’un dispositif simplifié à la fois plus lisible pour les investisseurs étrangers et pour les entreprises françaises.

## Histoire

### Prémices et antécédents
Au lendemain de la Seconde Guerre mondiale, et au vu des résultats économiques encourageants (taux de croissance de 5,4 % du PIB, un taux de chômage stable à 2 %), les dirigeants français décident de mettre en place un organisme chargé de l'organisation des foires et salons français. La création du Comité permanent des foires à l'étranger (CPFE) fait ensuite suite à la tenue du premier salon des arts ménagers. Parallèlement, le Centre national du commerce extérieur (CNCE) reprend les actions de l'office national du commerce extérieur dissous en 1933 à la suite de la crise économique mondiale. Installé dans l'hôtel Bonaparte, le CNCE était chargé de mener la France à travers la mondialisation mise en route à la suite de la création de l'Organisation des Nations unies et la signature des accords de Bretton Woods en 1945.
Les inégalités entre Paris et les autres régions se faisant de plus en plus marquantes, l’État crée en 1963 la Délégation interministérielle à l'aménagement du territoire et à l'attractivité régionale (DATAR). En 1969, un bureau est ouvert à New York afin d'attirer les entreprises américaines dans les régions françaises. Des bureaux seront rapidement ouverts à Francfort-sur-le-Main, Tokyo, Londres, Berne, Stockholm, Chicago, Los Angeles et Madrid.
En 1968 naît, de la fusion entre l'Association pour l'organisation des stages en France (ASTEF) et l'Association pour l'organisation des missions de coopération technique (ASMIC), l'Agence pour la coopération technique, industrielle et économique (ACTIM). Cette nouvelle agence a pour mission de promouvoir à l'étranger les technologies et le savoir-faire français en mettant directement en relation les professionnels français et étrangers.

### Du CNCE au CFCE
En 1974, le CNCE devient le Centre français du commerce extérieur (CFCE) et sectorise son activité afin de mieux répondre à la diversité des entreprises françaises.
En 1990, le comité interministériel d'aménagement et de développement du territoire (CIADT) restructure la DATAR en quatre pôles : Communauté économique européenne, Scandinavie, Amérique du Nord et Asie. La DATAR baptisera ses bureaux sous le nom Invest in France Agencies et regroupera les acteurs français concernés par des investissements étrangers sous la bannière Invest in France Network (IFN).
Dans le but d'optimiser son dispositif, la France choisit d'unir en 1997 le Comité français des manifestations économiques à l'étranger (CFME, héritier du CPFE) et l'ACTIM.
En 2001, l'Agence française pour les investissements internationaux (AFII) naît sous la forme d'un établissement public à caractère industriel et commercial (EPIC) de la fusion entre la DATAR, la Direction des investissements internationaux (DII) du ministère de l'Économie et des Finances et de l'IFN. L'AFII est chargée de la promotion du territoire français. La même année le CFME-ACTIM reçoit son nom officiel : Ubifrance. Ubifrance a pour mission de représenter les entreprises françaises à travers le monde. 2001 est aussi l'année de départ du premier VIE.

### Fusion et création de Business France
En 2004, Ubifrance et le CFCE fusionnent et deviennent l'EPIC Ubifrance. Depuis 2008, Ubifrance, l'Assemblée des chambres de commerce et d'industrie de France (ACFCI), l'Union des chambres de commerce et d'industrie françaises à l'étranger (UCCIFE) et la Direction générale du Trésor signent la première convention cadre commune.
La fusion de l'AFII et d'Ubifrance est votée fin 2014, et entre en vigueur le 1er janvier 2015 pour donner lieu à Business France. Cette fusion a coûté en tout 8,54 millions d'euros, un chiffre inférieur de 4M€ à ce qui avait été prévu. La première évaluation de Business France par la Cour des comptes est assez positive.

## Implantation en France et dans le monde
En 2017 Business France compte 93 implantations à travers le monde ainsi que des délégués, travaillant avec les Chambres de commerce et d'industrie et des chargés d'affaires, travaillant en collaboration avec la Banque publique d'investissement, dans toutes les régions françaises et territoires d'outre-mer.
Le siège de Business France se trouve au 71/77 boulevard Saint-Jacques dans le 14e arrondissement de Paris à proximité immédiate de la place Denfert-Rochereau. Une partie de l'effectif de Business France est basé à Marseille.
L'entreprise compte 1500 employés.

## Missions
L'établissement a pour mission « d'aider les PME et les entreprises de taille intermédiaire à mieux se projeter à l'étranger, et d'attirer davantage d'investisseurs étrangers en France pour y créer ou y reprendre des activités créatrices d'emplois ». Il gère notamment le dispositif de Volontariat International en entreprise.
Les activités de Business France s'inscrivent dans deux domaines : l'export et l'investissement étranger.

### Soutien à l'exportation
Business France possède un réseau national de délégués régionaux et de chargés d'affaires allant directement à la rencontre des entreprises françaises. L'agence aide ces entreprises en fournissant des outils et des produits d’information et des solutions de communication, en accompagnant collectivement des entreprises d’une même communauté sectorielle à travers des opérations clé en main, en soutenant le projet de développement international d’une entreprise grâce à des solutions individuelles sur mesure ou encore en proposant une solution RH pour renforcer l’effectif des entreprises à l’étranger avec le VIE, toujours en s'appuyant sur son large réseau à l'étranger. Environ 10 000 entreprises bénéficient de l'aide de Business France chaque année.

### Soutien à l'investissement
Business France défend l'attractivité de la France en valorisant ses atouts auprès des investisseurs étrangers voulant s'implanter en Europe. En étroite collaboration avec les ambassades françaises à l'étranger et les régions françaises l'agence attire les projets étrangers vers la France. En 2015, Business France a ainsi accompagné vers la France plus de 500 projets de toutes natures.
De plus, la structure est partenaire des Trophées Let's Go France, un concours d'entrepreneurs qui récompense les innovateurs industriels, économiques et technologiques français, élargissant ainsi leur rayonnement national et international.

### Gestion des volontariats internationaux en entreprise
Business France a la charge administrative des Volontaires Internationaux et est le seul organisme en France pouvant contracter des volontariats internationaux en entreprise (VIE) ou en administration (VIA). L'agence a ainsi envoyé 9 200 VIE en mission en 2016.

## Direction

### Conseil d'administration
L'agence est administrée par un conseil d'administration de seize membres composé d'un député et d'un sénateur désignés par leur assemblée respective ; de trois représentants de l'État, de trois présidents de conseil régional ou leurs représentants, de cinq personnalités qualifiées en matière de développement économique international, de trois représentants du personnel.

### Président
Estelle Grelier, alors députée PS de Seine-Maritime, est nommée le 17 août 2015 au poste, non rémunéré, de présidente du conseil d'administration de l'établissement. Le 13 mai 2016, la députée PS de Paris Seybah Dagoma est nommée à sa suite jusqu'à fin juin 2017. Pascal Cagni, ancien vice-président d'Apple pour l'Europe de 2000 à 2012,, la remplace en août 2017.

### Directeur
La première directrice générale, après que Véronique Bédague-Hamilius a supervisé la fusion d'Ubifrance et de l'AFII, est Muriel Pénicaud, ambassadrice déléguée aux investissements internationaux. Elle est nommée ministre du Travail dans le gouvernement Édouard Philippe sous la présidence d'Emmanuel Macron le 17 mai 2017. À partir du 17 mai 2017 la direction est assurée par intérim par Frédéric Kaplan. Christophe Lecourtier est retenu pour le poste de directeur général fin août 2017. Celui-ci était déjà directeur général d'Ubifrance de 2008 à 2014 avant d'être ambassadeur de France en Australie durant trois années. Sa nomination officielle a lieu le 30 août 2017 et est validée au Conseil des ministres le jour suivant.
Par décret du Président de la République en date du 5 janvier 2023, Laurent Saint-Martin est nommé directeur général.

## Polémique
L'affaire Business France concerne la signature par Business France, dont Muriel Pénicaud était la directrice générale à l'époque des faits, sans appel d’offres préalable, d'un contrat d'un montant de 381 759 euros, dont 100 000 euros de frais d'hôtel, avec la société Havas, pour organiser une soirée le 6 janvier 2016,, à l'hôtel The Linq à Las Vegas, avec 500 personnalités et dirigeants de start-ups françaises à laquelle ont participé Emmanuel Macron (à l'époque ministre des Finances), Pierre Gattaz, Frédéric Lefebvre, Henri Seydoux, Guillaume Sarkozy et Éric Carreel « autour d’un fastueux banquet », en marge du Consumer Electronics Show. Or, « selon le code des marchés publics, un appel d'offres est obligatoire pour l'attribution de marchés publics dont le montant est supérieur à 25 000 euros ».